# أحمد سيد غريب
أحمد سيد غريب (مواليد 23 فبراير 2002) هو لاعب كرة قدم مصري يلعب في مركز المهاجم في النادي الأهلي.

## مشواره
بدأ أحمد سيد مشواره في قطاع الناشئين بالنادي الأهلي إلى أن قرر المدير الفني وقتها بيتسو موسيماني تصعيده للفريق الأول، شارك مع الفريق في بطولة كأس الرابطة المصرية وأستطاع إحراز هدف التعادل في الدقيقة الأخيرة أمام نادي الإسماعيلي في مباراة أنتهت بنتيجة 1-1، وفي 7 أغسطس 2022 شارك مع النادي الأهلي لأول مرة كأساسي في مباراة بالدوري المصري وأستطاع تسجيل هدفين في مرمى نادي الاتحاد.